# Funzione scalare
Si definisce funzione scalare una funzione che produce come risultato uno scalare (un solo numero): ha per codominio {\displaystyle \mathbb {R} }. Una funzione scalare può invece avere più di un argomento: in effetti, qualunque funzione {\displaystyle f:\mathbb {R} ^{n}\to \mathbb {R} } con {\displaystyle n\geq 1} è chiamata "funzione scalare". 
Sono quindi funzioni che possono prendere come argomento un numero o un vettore, ma restituiscono sempre un numero reale, e mai un vettore. 
Esempi di funzioni scalari sono i campi scalari, nei quali {\displaystyle n=3}.